# لندیسول
لندیسول (به انگلیسی: Llandysul) یک شهرک در ولز است که در کردیگیون واقع شده‌است. لندیسول ۱٬۴۳۹ نفر جمعیت دارد.

## خواهرخوانده
شهر Plogonnec خواهرخواندهٔ لندیسول هست.

## نگارخانه

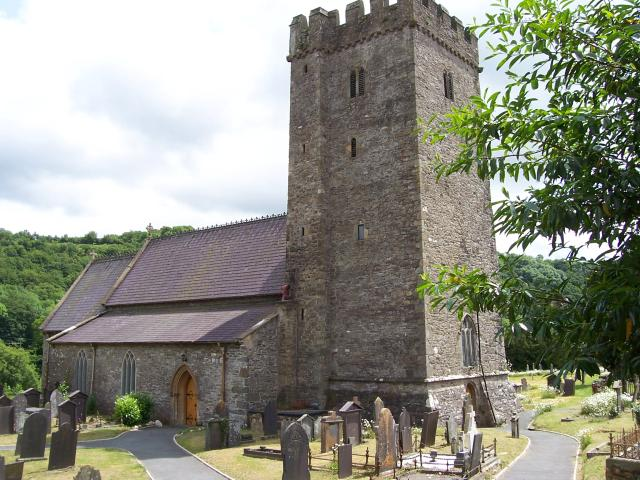
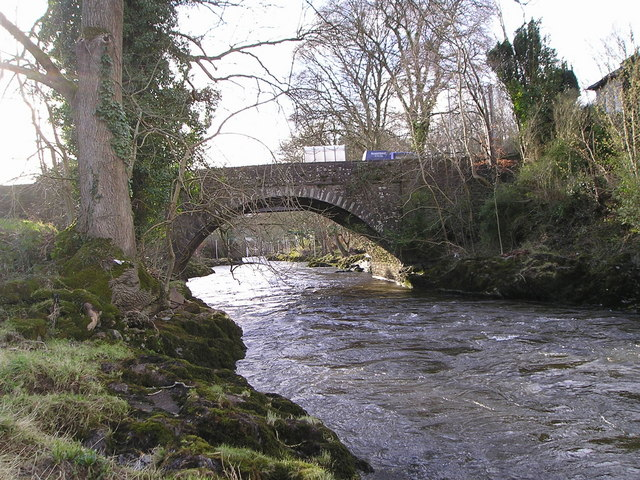